# Alan Henderson
Alan Lybrooks Henderson (nacido el 2 de diciembre de 1972 en Morgantown, Virginia Occidental) es un exjugador de baloncesto que jugó 12 temporadas en la NBA. Con 2,06 metros de estatura, jugaba en la posición de ala-pívot.

## Carrera

### Universidad
Henderson jugó cuatro temporadas en la Universidad de Indiana, siendo el único jugador en la historia de la universidad en finalizar entre los cinco mejores en el apartado estadístico de anotación, rebotes, tapones y robos de balón. Como sénior, lideró a los Hoosiers en anotación con 23.5 puntos por partido, en rebotes con 9.7, en tapones con 2.1, en robos con 1.4 y en porcentaje de tiros de campo con un 59.7%, siendo este último el segundo mejor porcentaje en la historia de Indiana. Fue nombrado en el mejor quinteto de la Big East Conference como sénior y júnior, además de All-American, y formó parte del combinado norteamericano que asistió a los Goodwill Games de 1994, donde promedió 10.2 puntos y 7.2 rebotes por encuentro. En su año júnior lideró la conferencia en rebotes con 10.3 por partido y promedió además 17.8 puntos en 30 partidos disputados. Como sophomore, lideró a Indiana a un récord de 17-1, récord de la Big Ten. En su etapa freshman jugó 26 partidos y firmó 11.6 puntos y 7.2 rebotes, siendo elegido en el mejor quinteto de la conferencia y en el tercero de freshmans All-American. 
En 2001 fue nombrado uno de los 50 mejores jugadores de la historia de Indiana Hoosiers.

### NBA
Fue seleccionado en el 16.º puesto del Draft de 1995 por Atlanta Hawks, disputando 79 partidos en su primera temporada y promediando 6.4 puntos y 4.5 rebotes en 17.9 minutos de juego. En su tercera campaña en los Hawks ganó el premio al Jugador Más Mejorado de la NBA tras aportar 14.3 puntos, 6.4 rebotes y 29 minutos en 69 partidos, 33 de ellos como titular, aumentando sus números de la temporada pasada, que fueron 6.6 puntos y 3.9 rebotes por noche. En su mejor año en la NBA, Henderson además anotó 39 puntos a Philadelphia 76ers (con 16/21 en tiros), su récord personal.
Tras nueve temporadas en los Hawks, fue traspasado el 4 de agosto de 2004 junto con Jason Terry a Dallas Mavericks por Antoine Walker y Tony Delk. En los Mavericks pasó una campaña, jugando 78 encuentros y promediando 3.5 puntos y 4.5 rebotes por partido. Durante esa temporada, fue traspasado a Milwaukee Bucks por Keith Van Horn pero inmediatamente cortado y repescado por los Mavericks.
El 17 de septiembre de 2005, Henderson firmó con Cleveland Cavaliers, disputando una campaña con el equipo. 
El 8 de septiembre de 2006 firma con los Philadelphia 76ers.
En febrero de 2007 fue enviado a Utah Jazz, pero fue despedido a los pocos días y fichado de nuevo en abril por los 76ers hasta final de temporada.

## Estadísticas de su carrera en la NBA

### Temporada regular
| Año     | Equipo       | PJ  | PT  | MPP  | %TC  | %3P   | %TL  | RPP | APP | ROB | TPP | PPP  |
| ------- | ------------ | --- | --- | ---- | ---- | ----- | ---- | --- | --- | --- | --- | ---- |
| 1995-96 | Atlanta      | 79  | 4   | 17.9 | .442 | .000  | .595 | 4.5 | .6  | .6  | .5  | 6.4  |
| 1996-97 | Atlanta      | 30  | 0   | 16.6 | .475 | –     | .600 | 3.9 | .8  | .7  | .2  | 6.6  |
| 1997-98 | Atlanta      | 69  | 33  | 29.0 | .485 | .500  | .652 | 6.4 | 1.1 | .6  | .5  | 14.3 |
| 1998-99 | Atlanta      | 38  | 37  | 30.1 | .442 | .000  | .671 | 6.6 | .7  | .9  | .5  | 12.5 |
| 1999-00 | Atlanta      | 82  | 82  | 33.8 | .461 | .100  | .671 | 7.0 | .9  | 1.0 | .7  | 13.2 |
| 2000-01 | Atlanta      | 73  | 42  | 24.8 | .444 | .000  | .638 | 5.6 | .7  | .7  | .4  | 10.5 |
| 2001-02 | Atlanta      | 26  | 1   | 16.3 | .509 | 1.000 | .533 | 3.7 | .4  | .4  | .6  | 5.5  |
| 2002-03 | Atlanta      | 82  | 3   | 18.2 | .468 | .000  | .638 | 4.9 | .5  | .4  | .4  | 4.8  |
| 2003-04 | Atlanta      | 6   | 0   | 11.3 | .476 | –     | .667 | 3.5 | .3  | .2  | .3  | 4.0  |
| 2004-05 | Dallas       | 78  | 10  | 15.4 | .527 | .000  | .539 | 4.5 | .3  | .4  | .5  | 3.5  |
| 2005-06 | Cleveland    | 51  | 3   | 10.4 | .516 | –     | .673 | 2.7 | .2  | .2  | .2  | 2.5  |
| 2006-07 | Philadelphia | 38  | 5   | 11.0 | .642 | –     | .702 | 2.8 | .3  | .2  | .3  | 3.1  |
| Total   | Total        | 652 | 220 | 21.1 | .469 | .192  | .639 | 5.0 | .6  | .6  | .5  | 7.8  |

### Playoffs
| Año   | Equipo    | PJ | PT | MPP  | %TC  | %3P  | %TL   | RPP | APP | ROB | TPP | PPP  |
| ----- | --------- | -- | -- | ---- | ---- | ---- | ----- | --- | --- | --- | --- | ---- |
| 1996  | Atlanta   | 10 | 0  | 14.5 | .575 | –    | .700  | 2.7 | .7  | .1  | .4  | 5.3  |
| 1997  | Atlanta   | 10 | 0  | 13.6 | .559 | –    | .769  | 3.3 | .0  | .1  | .3  | 5.8  |
| 1998  | Atlanta   | 4  | 4  | 31.5 | .526 | .000 | .611  | 5.5 | 1.0 | .8  | .3  | 12.8 |
| 1999  | Atlanta   | 1  | 0  | 4.0  | –    | –    | –     | .0  | .0  | .0  | .0  | .0   |
| 2005  | Dallas    | 9  | 0  | 10.2 | .571 | –    | 1.000 | 1.9 | .0  | .2  | .2  | 2.0  |
| 2006  | Cleveland | 2  | 0  | 4.4  | .000 | –    | –     | 1.0 | .0  | .0  | .0  | .0   |
| Total | Total     | 36 | 4  | 14.2 | .547 | .000 | .714  | 2.8 | .3  | .2  | .3  | 5.0  |